# Daloa
Daloa és una ciutat de la Costa d'Ivori, capital de la regió de l'Alt Sassandra, a l'oest de la capital del país, Yamoussoukro. És també capital del departament homònim, un dels 38 en què es divideix administrativament l'Estat ivorià.
Tenia 173.107 habitants el 1998 i 248.120 segons l'estimació del 2010, amb què és la tercera ciutat més poblada de la Costa d'Ivori, després d'Abidjan i Bouaké i per davant de Yamoussoukro.
Té un important mercat, principalment de cacau (precisament, Daloa és el centre de la regió coneguda com el Cinturó del Cacau o Boucle du Cacao). Compta també amb aeroport.
Durant la guerra civil de la Costa d'Ivori, fou l'escenari d'una massacre per part de les tropes del govern l'octubre del 2002.
Entre els personatges destacats de Daloa hi trobem el músic Ernesto Djédjé.

## Ciutats agermanades
- Campinas (Brasil), des del 1982.
- Pau (França), des del 1984.